# Irene Oldendorff
Die Irene Oldendorff war ein deutscher Frachtdampfer der Lübecker Reederei Egon Oldendorff. Beim Untergang des Schiffes am 31. Dezember 1951 in der Emsmündung kamen alle 22 Besatzungsmitglieder und ein Lotse ums Leben.

## Einzelheiten
Die Irene Oldendorff lief im März 1950 bei der Lübecker Maschinenbau Gesellschaft (LMG) in Lübeck als zweites von neun Potsdam-Schiffen dieser Werft vom Stapel. Nur wenige Monate zuvor, im Januar 1950, war mit ihrem Schwesterschiff Brook der erste deutsche Frachtschiffsneubau nach dem Zweiten Weltkrieg für die Reederei H. M. Gehrckens in Dienst gestellt worden. Der Irene Oldendorff folgten wiederum die baugleiche Wandrahm für Gehrckens und sechs weitere dieser Schiffe. Nach der Indienststellung fuhr die Irene Oldendorff zunächst unter der Flagge Charlie (Deutsche Übergangshandelsflagge).
Der Dampfer war als herkömmliches Stückgutfrachtschiff im Dreiinseldesign mit mittschiffs angeordnetem Deckshaus entworfen. Er hatte eine Vermessung von 1494 BRT, zwei Laderäume mit einem Getreiderauminhalt von 5347 m³ und eine Tragfähigkeit von rund 3000 Tonnen. Die Kesselanlage der Vierzylinder-Verbunddampfmaschine wurde mit Kohle beheizt, wie es die Anforderungen der Besatzungsbehörden vorschrieben.

## Untergang des Schiffes
Bis zum 30. Dezember 1951 hatte die Irene Oldendorff in Emden eine Ladung von 2750 Tonnen Koks für Ystad übernommen, von denen etwa 440 Tonnen als Decksladung gestaut wurden. Danach trat das Schiff in Emden seine Reise mit einem Tiefgang von 5,51 Metern und leicht auf den Kopf getrimmt an. In der Nacht vom 30. auf den 31. Dezember herrschte in der Emsmündung ein Sturm der Stärke 8 (andere Quelle: bis zu 10) Beaufort aus Westsüdwest bei guter Sicht. Mehrere andere Schiffe waren wegen der schlechten Wetterlage bei Borkum vor Anker gegangen, der Kapitän eines anderen Schiffes der Reederei Oldendorff, der vom beratenden Lotsen vor den zu erwartenden Grundseen im Hubertgat gewarnt worden war, drehte aufgrund der Warnung um. Die Irene Oldendorff setzte ihre Reise jedoch fort und passierte am frühen Morgen den Lotsendampfer Borkum, der rund fünf Seemeilen südlich der späteren Untergangsstelle im Hubertgat kreuzte. Der Seelotse Glienke an Bord der Irene Oldendorff konnte aufgrund der hohen See in der Emsmündung nicht ausgeholt werden. Nach Aussagen des Kapitäns der Borkum war der Seegang in dieser Nacht zwischen sieben und acht Meter hoch. Die Wellenhöhe im Bereich der Untergangsstelle etwas nordwestlich der Westerems wurde im Mittel mit 6,3 bis 7 Metern mit einzelnen höheren Wellen berechnet. Die Irene Oldendorff musste ihren Kurs in der Emsmündung aufgrund der seinerzeit noch herrschenden Minengefahr nach dem Zwangsweg ausrichten, dabei traf der Seegang von Backbord schräg achtern auf das Schiff. Gegen 4 Uhr 10 konnte das Hecklicht der Irene Oldendorff zum letzten Mal bei der Tonne J/E 1 gesehen werden. Nahe dem Zwangsweg etwas nordöstlich dieser Tonne kenterte und sank die Irene Oldendorff. Funksprüche wurden nicht abgegeben und der Lotsendampfer sah und hörte auch keine Notsignale. Zumindest ein Teil der Besatzung konnte das Schiff beim Untergang mit einem Rettungsboot verlassen, überlebte das Unglück aber trotzdem nicht. Das gekenterte Boot und zwischen 11 und 16 (je nach Quelle) Leichen der Besatzung wurden vor Borkum angespült; das Rettungsboot war nach Feststellung der Polizei bis zu einer Sandbank vor Borkum gelangt und enthielt ein abgebranntes Blaufeuer. Die Bootsbesatzung hatte das Boot offenbar vorzeitig auf der Sandbank verlassen, das Boot trieb ab und die Flut schloss die Seeleute ein. Die später geborgenen Leichen waren in vollem Zeug und trugen Schwimmwesten, ihre Armbanduhren waren auf 8 Uhr 10 stehen geblieben. Es wird vermutet, dass die Schiffbrüchigen dachten, sie hätten bereits den Borkumer Strand erreicht.:175 Der Lotsendampfer fuhr nach der Ausreise der Irene Oldendorff aufgrund des schlechten Wetters zurück in Richtung Borkum und blieb so unwissentlich in wenigen Seemeilen Entfernung zum Rettungsboot. Die Deutsche Gesellschaft zur Rettung Schiffbrüchiger (DGzRS) und die Noord- en Zuid-Hollandsch Redding Maatschappij (NZHRM) mit dem Boot Insulinde leiteten nach dem Auffinden des Rettungsboots eine Suche ein. Die Insulinde suchte einige Zeit länger, da die DGzRS die NZHRM nicht über das Auffinden der toten Besatzung informiert hatte.:199 Die restlichen Besatzungsmitglieder des gesunkenen Dampfers konnten nicht gefunden werden. Das Rettungsboot wurde von einem Borkumer gegen eine Bergungsprämie von umgerechnet 350 € an die Reederei zurückgegeben.:175

## Untersuchung und Folgen
Da die Irene Oldendorff noch ein sehr junges Schiff und ihr Untergang der erste größere Schiffsverlust der im Aufbau befindlichen deutschen Handelsflotte nach den Verlusten des Zweiten Weltkriegs und den anschließenden Enteignungen war, führte der Seeunfall außer in der entsprechenden Seeamtsverhandlung auch in der Fachwelt zu lebhaften Diskussionen, Erklärungsversuchen und Verbesserungsvorschlägen. Vor dem Hintergrund der unglücklichen Todesumstände der Bootsbesatzung wurde unter anderem die Einführung besserer Rettungs- und Signalmittel gefordert. Vier Tage nach dem Untergang wurde ein brauner Ölfleck nordöstlich der Tonne JE-1 auf der Position 53° 38′ N, 6° 17′ O entdeckt. Das Wrack wurde in der Folgezeit in mehreren Tauchgängen untersucht. Das gesunkene Schiff lag zerbrochen auf seiner Steuerbordseite, der Steven zeigte nach 355°, das Heck in Richtung 175°. Durch die Tauchgänge konnte, soweit sichtbar, ein Minentreffer ausgeschlossen werden. Durch die starke Versandung wurde eine spätere Bergung des Schiffes ausgeschlossen.
Der Schiffsverlust wurde in einer Seeamtsverhandlung am Seeamt Bremerhaven und einem nachfolgenden Zivilprozess vor dem Landgericht Lübeck untersucht, wobei keine vollständige Klärung des Geschehens erzielt werden konnte. Das Seeamt schloss Mängel an Bauart, Ausrüstung und Bemannung aus und stellte fest, dass das Schiff beim Auslaufen in Emden über die Freibordmarke beladen war, Gutachter Wendel stellte hierzu später fest, dass die als Schutzdecker vermessene Irene Oldendorff ohne bauliche Änderungen auch als Volldecker mit größerem Tiefgang hätte eingesetzt werden können. Der Reeder und die Erben des Kapitäns legten gegen den Spruch des Seeamtes Berufung ein, diese wurde zunächst am 25. August vom Vorsitzenden des Seeamtes in Bremerhaven als unzulässig verworfen, eine daraufhin eingelegte Beschwerde beim Bundesoberseeamt wurde am 12. November 1952 als unbegründet abgelehnt.
1954 erschien eine Abhandlung des Gutachters Wendel in der Schifffahrtszeitschrift Hansa, in der die Umstände des Schiffsuntergangs noch einmal eingehend untersucht wurden. Der Untergang der Irene Oldendorff erschien zunächst etwas rätselhaft, weil das fast neue Schiff bei der Ausreise von Emden nach damaliger Anschauung als ausreichend zu betrachtende Stabilitätsverhältnisse aufwies. In Versuchen wurde das Verhalten von Koksdecksladungen bei überkommenden Seen geklärt. Es zeigte sich, dass die Koksstücke selber kaum Wasser aufnehmen, dass das über die Ladung kommende Wasser aber die vielen Zwischenräume zwischen den Koksstücken füllt und nur verzögert über Deck abfließen kann. In schwerer See kann sich auf diese Weise immer mehr Wasser in der Decksladung sammeln und die Stabilität herabsetzen. Im Fall der Irene Oldendorff wurde ein Wert von 90 Tonnen zusätzlichem Wasser berechnet, der das Wiederaufrichtungsvermögen des Schiffes etwa halbiert hätte. Darüber hinaus wurde die periodische Veränderung der Stabilität im Seegang, insbesondere bei schräg von achtern kommenden Wellen untersucht. Wendel fand heraus, dass bei bestimmten Begegnungsperioden und Kursen ein gefährlicher Zustand mangelnder Stabilität bis hin zur Kentergefahr eintreten kann. Als wahrscheinlichste Ursache wurde ein Kentern des Schiffes unter dem Einfluss des achterlich einwirkenden hohen Seegangs im betreffenden Seegebiet, hervorgerufen durch eine Verringerung der Schiffsstabilität infolge der Wasseraufnahme der Koksladung an Deck, unter Umständen verstärkt durch ein Verrutschen dieser Decksladung, betrachtet. Die Untersuchungsergebnisse gingen dabei auch in die künftige Ausgestaltung der entsprechenden Stabilitätssicherheitsvorschriften ein.
In einer 2010 durchgeführten Untersuchung verschiedener Stabilitätsunfälle wurde herausgefunden, dass der Seeunfall auch nicht durch die Anwendung aktueller Richtlinien der Internationalen Seeschifffahrts-Organisation vermieden worden wäre.